# Deracolliery Township
Deracolliery Township is een census town in het district Angul van de Indiase staat Odisha. 

## Demografie
Volgens de Indiase volkstelling van 2001 wonen er 18.583 mensen in Deracolliery Township, waarvan 55% mannelijk en 45% vrouwelijk is. De plaats heeft een alfabetiseringsgraad van 77%. 